# Paper Mario: The Thousand-Year Door
Paper Mario: The Thousand-Year Door (ペーパーマリオＲＰＧ Pēpā Mario Ārupījī?, conocido como Paper Mario: La puerta milenaria en España) es un juego del género RPG desarrollado por la compañía Intelligent Systems y publicado por Nintendo para Nintendo GameCube. The Thousand-Year Door es el cuarto juego dentro de la serie de Mario RPG y el segundo de la serie Paper Mario.
The Thousand-Year Door toma muchos elementos de su predecesor, el juego para Nintendo 64, Paper Mario 64. Estos elementos incluyen un sistema de combate basado en turnos con un énfasis en la acción, así como un universo hecho a base de papel. De igual forma, el argumento contiene varios elementos relacionados con el juego para la Super Nintendo Entertainment System, Super Mario RPG: Legend of the Seven Stars. Durante la mayoría del juego, el jugador controla principalmente a Mario, a pesar de que Bowser y la Princesa Peach pueden ser jugables en ciertos momentos. La trama sigue las peripecias de Mario mientras trata de recuperar los siete «Cristales Estelares» (スターストーン Sutā Sutōn?, lit. «Star Stones», «Estrellas de Piedra») y rescatar a Peach de los «Mega X», una exótica especie alienígena introducida en esta entrega.
El juego fue bien recibido por la crítica, con una puntuación media de 88% por parte de Game Rankings. En general, los críticos elogiaron el argumento y la interactividad del juego, pero se quejaron de la poca creatividad respecto a su predecesor. El juego recibió el premio al «Mejor Videojuego de Rol del Año» por parte de la Interactive Achievement Awards. El juego fue puesto a la venta el 22 de julio de 2004 en Japón, el 11 de octubre de 2004 en Norteamérica y el 12 de noviembre de 2004 en Europa. 20 años después, en 2024, se lanzó un remake del juego para Nintendo Switch.

## Argumento y ambientación

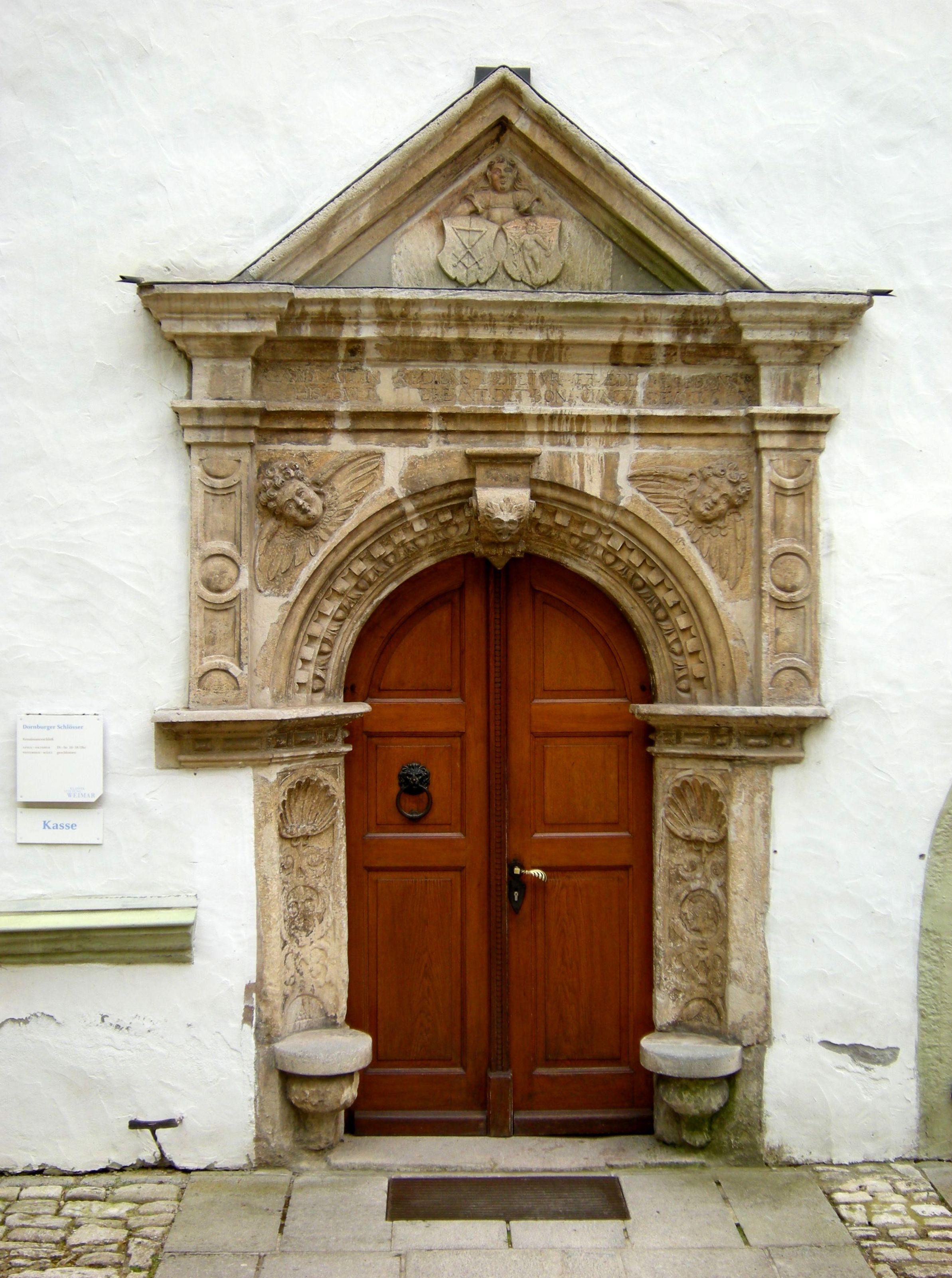
La antigua «Puerta Milenaria» oculta un misterioso tesoro. Sin embargo, Mario y sus camaradas descubren que dicho tesoro resulta ser la «Reina de las Sombras» (カゲの女王, Kage no Joō), una entidad maligna que fue sellada en la puerta hace mil años por un antiguo mago.

The Thousand-Year Door se desarrolla en la periferia de una versión de papel del Reino Champiñón, aunque la mayoría de sus locaciones no aparecen en los anteriores juegos de Mario. Los lugares en donde se desarrollan los hechos de la trama, son a su vez pueblos o ciudades que contienen un determinado «punto o localización argumental», por ejemplo, Ciudad Dojo (ウーロン街 Ūron-gai?, lit. «Oolong Town»), es una ciudad flotante centrada en una arena de wrestling en la que el jugador deberá enfrentarse a diferentes rivales y conseguir ciertos objetos para continuar la aventura. Los enemigos y habitantes de los diversos pueblos, se extienden en un rango que va desde los personajes recurrentes de la serie, como los Boo, hasta personajes exclusivos del juego, como los «Mega X». Para varias etapas del juego, la historia es presentada como el contexto de una novela de estilo dramático, dividida en ocho capítulos (sin contar el prólogo y el epílogo).

### Personajes
El título presenta a varios personajes, la mayoría de los cuales no se pueden controlar. El avance del juego a veces depende de la interacción con personajes no controlables, a pesar de que con algunos se debe tener cierta interacción en varias búsquedas secundarias. En particular, el Profesor Goomez (フランクリ Furankuri?), quien es la persona que más sabe sobre los misterios de «Villa Viciosa» (ゴロツキタウン Gorotsuki Taun?, lit. «Rouge Town»), debe ser visitado cada vez que Mario recupera un «Cristal Estelar». El juego sigue la tradición de Paper Mario 64, en la cual, Mario puede ir acompañado por algún personaje como asistente durante un tiempo fijo. Hay siete miembros que conforman el total del grupo: Goomarina (クリスチーヌ Kurisuchīnu?) la Goomba, Koops (ノコタロウ Nokotarou?) el Koopa, Claudia (クラウダ Kurauda?) la Espíritu del Viento, un pequeño Yoshi (チビヨッシー Chibi Yosshī?, que puede ser nombrado por el jugador), Bibiana (ビビアン Bibian?, la cuál es varón en la versión japonesa del juego) la Sombra, el Almirante Bombard (バレル Bareru?) el Bob-omb y Lupina (チュチュリーナ Chuchurīna?), la cual está disponible como un personaje opcional. Todos ellos pueden ayudar a Mario en la lucha contra el antagonista del juego, Xenón (バツガルフ Batsugarufu?), líder de los extraterrestres «Mega X».
Mario es el protagonista de The Thousand Year Door, aunque con frecuencia el juego se intercala con la Princesa Peach en la «Base de los Mega X» (メガバッテンのアジト Megabatten no Ajito?).  El jugador debe controlar a la princesa entre los capítulos del juego, pues ella genera cierta interacción con un ordenador llamado «CIM», el cual sufre de un «problema técnico» causado por Peach, cuando en realidad, él se enamora de ella. De igual manera, el mayor antagonista de la serie de Mario, Bowser, intenta recolectar los «Cristales Estelares» antes de que Mario lo haga, en vez de oponerse a Mario de forma directa; para ello, el jugador también debe controlarlo en ciertos segmentos de la trama. Asimismo, el supuesto tesoro en torno al cual el argumento se centra, resulta ser la «Reina de las Sombras»— (カゲの女王 Kage no Joō?), una demonio quien fue la responsable de un antiguo cataclismo que destruyó el pueblo original hace 1000 años, y quien fue sellada detrás de la «Puerta Milenaria» para evitar que causara más daños a la humanidad. Los «Mega X» habían raptado a Peach para que ella fuera poseída por dicho ente, con el objetivo de que ella recupere todo su poder. Esto sucede, pero el poder arcano de los «Cristales Estelares» se utiliza para separar a Peach de su huésped. El juego termina cuando Mario derrota a la «Reina de las Sombras» y posteriormente regresa a su hogar. Después de eso, aparece una escena en la que Mario le cuenta a su hermano Luigi toda su historia.
Asimismo, Luigi en algunos momentos durante la trama del juego, habla de su propia aventura y, finalmente describe al «Reino Gofre», conocido en Latinoamérica como «Reino Waffle» (ワッフル王国 Waffuru Ōkoku?). Éste fue un reino que poseía una brújula, la cual podía predecir el futuro. Si bien ésta brújula trajo prosperidad al reino, al poco tiempo fue abusada. Como resultado de ello, el reino estaba maldito, y fue azotado por un cataclismo hace 1000 años. Este cuenta sus propias aventuras, pretendiendo ser la versión paralela y humorística de las aventuras de Mario. Luigi siempre está acompañado por una nueva pareja, y tiende a contar una nueva historia aproximadamente cada vez que el jugador termina un capítulo de la historia principal del juego. Sus relatos se hacen por lo general muy extensos, y con el tiempo ponen a dormir a Mario. Los ayudantes de Luigi ofrecen una versión muy diferente y desastrosa sobre los mismos acontecimientos, que por lo general implican un error casi fatal por parte de Luigi, y de su posterior rescate por el compañero en cuestión.

## Modo de juego

Mario recibe una maldición, recién inicia el juego; sin embargo, con ello adquiere nuevas habilidades que le permiten transformarse en diversas formas de papel, entre ellas, un avión de papel.

The Thousand-Year Door posee un estilo visual único. Los gráficos consisten en una mezcla de entornos en 3D y personajes en 2D que se ven como si fueran de papel. En diferentes puntos del juego, Mario es «maldecido» con capacidades que le permiten el uso de habilidades especiales dentro del mapa general; todos los poderes que adquiere tienen que ver con el papel. Mario puede plegarse en un barco o en un avión de papel, una vez que se encuentra parado sobre ciertas plataformas que tienen una activación especial, además de enrollarse en un pergamino de papel o convertirse en una hoja de papel; por ejemplo, objetos que crean una ilusión para encubrir algún objeto o interruptor oculto, pueden ser desvelados por una ráfaga de viento, debido a las cualidades semejantes a las del papel real. En ciertas partes del juego, el jugador controla a Bowser a través de múltiples niveles de un estilo parecido al desplazamiento lateral, basado en Super Mario Bros.. Además el jugador controla a Peach en la «Base de los Mega X» al finalizar la gran mayoría de los capítulos del juego.
Las batallas en The Thousand-Year Door, toman como base los elementos utilizados en el Paper Mario 64, y de Super Mario RPG: Legend of the Seven Stars. El sistema basado por turnos, en el cual el jugador selecciona un ataque, una defensa o algún objeto de un menú, estos aumentan su potencial debido al tiempo en que son presionados los botones, ya que pueden resultar en un ataque sustancialmente dañino o en defensas beneficiosas para los personajes, al realizarse correctamente. Un sistema parecido también se utilizó en Mario & Luigi: Superstar Saga. En The Thousand-Year Door, cada uno de los miembros del grupo de Mario, tiene una habilidad específica que les permite resolver diversos puzles, y con ello avanzar a través del juego. Más miembros se van uniendo al equipo mientras el jugador avanza a lo largo del juego.

## Desarrollo
Nintendo reveló por primera ocasión The Thousand-Year Door en la Game Developers Conference de 2003; antes de su lanzamiento, el juego era conocido con el nombre provisional de Mario Story 2 en Japón, y Paper Mario 2 en Estados Unidos, además fue revelado que sería la secuela directa del juego para Nintendo 64, Paper Mario 64. Una vista previa del juego estaba disponible en la E3 2004 con varias etapas jugables, entre las cuales figuraban el «Castillo de Gombaba» y una fase en la que Bowser era controlable, de estilo bonus. El juego fue lanzado a la venta el 11 de octubre de 2004 en Estados Unidos. El juego entró en controversia durante 2008 después de que Morgan Creek presentara una demanda en contra de Nintendo alegando que se utilizaba ilegalmente la canción «You're so Cool» de la película True Romance en la publicidad utilizada para promover el juego. Morgan Creek abandonó el caso seis días más tarde, después de que Nintendo reveló que la agencia de publicidad, Leo Burnet USA, Inc., tenía una licencia sobre la canción.
Una secuela del juego, Super Paper Mario, fue desarrollada por Intelligent Systems y lanzado para Wii en 2007. El juego tiene un mayor énfasis en el género de plataformas que su predecesor, aunque mantiene algunos elementos del género RPG. El argumento de Super Paper Mario no tiene ninguna relación al de The Thousand-Year Door, pero contiene múltiples huevos de Pascua en referencia a los anteriores personajes que figuraban en los dos juegos previos.

## Recepción
Paper Mario: The Thousand-Year Door fue en general, bien recibido por la crítica. Los analistas elogiaron en particular al argumento del juego; el editor de GameSpot, Greg Kasavin, declaró al referirse a los distintos capítulos del juego que «cada uno proporciona un descubrimiento emocionante». Del mismo modo, Eurogamer vio de buena manera que la «fantástica» línea argumental del juego podía ser comparada con los juegos tradicionales de RPG, al comentar que «[está] algo más cercano a lo visto en Buscando a Nemo que a Final Fantasy, y de hecho, eso ya es decir un gran cumplido». Los personajes del juego fueron asimismo, bien recibidos, ya que a los críticos les pareció bien la inclusión de personajes no controlables junto con textos de diálogo. A pesar de ello, algunos críticos se quejaban de que la historia se desarrollaba lentamente en las primeras etapas del juego. Eurogamer también calificó a la gran cantidad de texto usado para el diálogo entre los personajes como «el único gran obstáculo para la fluidez del juego».
Una de las mayores características de The Thousand-Year Door es el uso de un universo basado en el papel, el cual también fue bien recibido por la crítica. Al referirse al tema del papel, 1UP.com comentó que «es un enfoque coherente e ingenioso que convierte al estilo visual del juego en algo más que una simple apariencia». A pesar de esto, el crítico de IGN, Peer Schneider, comentó que el universo con temática de papel hecho para el juego, en realidad no parecía papel verdadero, debido sobre todo a las capacidades gráficas de la Nintendo GameCube. Los analistas también comentaron extensamente el sistema de batalla que se utiliza en el juego, el cual fue «desviado» de los juegos tradicionales de RPG. GameSpy elogió el uso de la coordinación dentro del sistema de batalla, afirmando que «estas habilidades especiales fueron diseñadas para ser divertidas y entretenidas, cosa que en éste juego lo hacen de maravilla». Los revisores también elogiaron el concepto de tener una audiencia para premiar o regañar a Mario durante la batalla.
Las gráficas del juego, obtuvieron puntuaciones mixtas. GameSpot disfrutó la presentación del juego, escribiendo que «[las gráficas] exhiben un nivel de arte visual y una proeza técnica que ha igualado o incluso superado a otros juegos de la GameCube». Por el contrario, otros críticos se quejaron de que los gráficos no eran una mejora visual respecto a su predecesor, Paper Mario 64. Para el uso de audio en el juego, IGN declaró que «la música del juego está en su estado más puro», pero procedió a cuestionar la ausencia de actores de voz usados junto con los textos de diálogo. RPGamer comentó que la música «en su mayoría está muy bien hecha», pero que la música repetitiva percibida durante las batallas es «uno de los más grandes defectos del juego». El juego ganó el premio al «Mejor RPG del Año» en 2005 por parte de la Academy of Interactive Arts & Sciences en la Interactive Achievement Awards. El juego fue clasificado en el 56.º puesto dentro de la lista de los «100 Mejores Juegos de Nintendo» de la Official Nintendo Magazine.
En su primera semana de lanzamiento en Japón, Paper Mario RPG fue el juego más vendido, con cerca de 159,000 unidades vendidas. Tiempo después se llegaron a vender 409.000 unidades en dicho país, y 1,23 millones de copias en EE. UU. El juego fue incluido en la línea de productos Player's Choice, en el año 2006.

### Legado
Muchos consideran que The Thousand-Year Door es el mejor juego de la serie Paper Mario. Las entregas posteriores que aparecieron, comenzando en 2007 con Super Paper Mario, comenzaron a cambiar el formato y el género después de cada lanzamiento para adaptarse al alcance de una serie de acción y aventuras, eliminando ciertos elementos del género RPG, junto con otras características, como como combate por turnos. El nuevo enfoque ha sido criticado a menudo por los críticos, y la mayoría lo comparan con The Thousand-Year Door para resaltar lo que le faltaba. Paper Mario: The Origami King devolvió algunos elementos menores que se habían eliminado de los títulos siguientes, como Paper Mario: Sticker Star, pero la mayoría de los analíticos aún se burlaron por faltar características clásicas.

## Remake/Nueva versión
Al final de la presentación de Nintendo Direct el 14 de septiembre de 2023, se anunció una nueva versión de Paper Mario: The Thousand-Year Door para Nintendo Switch. Esta versión presenta gráficos, animaciones y música rehechos, junto con cambios en la calidad de vida y algunas características nuevas. Estos incluyen un sistema de viaje rápido actualizado, mayor capacidad para artículos y monedas, la capacidad de alternar la banda sonora original de GameCube usando una insignia, una galería para ver arte y música, y dos jefes secretos adicionales. El guion en todos los idiomas también se actualizó, incluyendo algunas alteraciones en los diálogos como una escena en la que Goomarina es acosada por unos Goombas y se defiende de ellos, y algunas modificaciones como restaurar en inglés la representación de Bibiana como un personaje trans,además de una localización al español latino. Se lanzó el 23 de mayo de 2024. Nintendo Life informó que se ejecuta a treinta cuadros por segundo en comparación con los sesenta del original, pero señaló que no afectó significativamente su experiencia. La nueva versión ha sido igualmente bien recibida en el momento de su lanzamiento, con una puntuación media de 88/100 en Metacritic. Si bien algunas críticas se dirigieron a la menor velocidad de fotogramas y la falta de material adicional, los elogios se dirigieron a las mejoras visuales y las realizadas para reducir el retroceso, que era una opinión común al original. Muchos reseñadores dirigieron elogios que ya se habían dado al original de Gamecube, incluida la historia, el sistema de batalla y las ubicaciones.

## Demanda judicial
En 2001, Morgan Creek Productions presentó una demanda contra Nintendo alegando que utilizaron ilegalmente la canción «You're So Cool» de la película True Romance en un anuncio del juego. Morgan Creek abandonó el caso seis días después, después de que Nintendo revelara que la agencia de publicidad Leo Burnett USA, Inc. tenía la licencia para la canción.